# Im wunderschönen Monat Mai
Im wunderschönen Monat Mai ist ein kurzes Gedicht von Heinrich Heine aus dem Zyklus Lyrisches Intermezzo seines ersten Gedichtbandes Buch der Lieder. Es bringt das Gefühl der Verliebtheit zur Sprache.

## Text
Im wunderschönen Monat Mai

Im wunderschönen Monat Mai,

Als alle Knospen sprangen,

Da ist in meinem Herzen

Die Liebe aufgegangen.

Im wunderschönen Monat Mai,

Als alle Vögel sangen,

Da hab ich ihr gestanden

Mein Sehnen und Verlangen.

## Entstehung
Nach Sonja Gesse-Harm diente das Gedicht Einzwängung in den Frühling von Friedrich Raßman als Vorlage. Der sich wiederholende Auftakt zu Beginn beider Strophen ist ein direktes Zitat. Das Gedicht wurde 1821 niedergeschrieben. Beate Perrey nennt weiterhin das ins Deutsche als Der erste Tag im Monat May übersetzte französische Triolett Le premier jour du mois de Mai als weitere Vorlage.

## Form
Das Gedicht besteht aus zwei Strophen mit je vier Versen. Die Parallelisierung am Strophenanfang wird im Gedicht graduell fortgesetzt. Während in der ersten Strophe der Beginn der Liebe metaphorisch als Frühlingsanfang beschrieben wird, wird die Verkündigung der Liebe mit dem Vogelsang verglichen. Die innere Empfindung korrespondiert mit der äußeren Wahrnehmung, die durch eine hyberbolische Wortwahl („wunderschönen“, „alle Knospen“ und „alle Vögel“) ausgedrückt wird. Die Variation Sehnen und Verlangen schließt das Gedicht ab. Das Gedicht ist im Jambus gehalten. Der halbe Kreuzreim (Vers 2 und 4) erinnert an ein Volkslied.

## Interpretation
Sonja Gesse-Harm urteilt über das Gedicht: „Sowohl stilistisch als auch formal und inhaltlich stimmt einfach alles [...], und über den Gesamteindruck muß nicht lange sinniert werden: Das Gedicht spiegelt romantisch-poetische Empfindungstiefe in Perfektion.“ Sie sieht die Makellosigkeit strategisch motiviert, um im weiteren Verlauf des Bandes mit dissonanten Gedichten die eingeläutete Harmonie zu dekonstruieren. Nach Beate Perrey werden im Schlussvers nicht nur die Gefühle des lyrischen Ichs genannt, sondern das Hauptmotiv der Romantik.

## Rezeption
Robert Schumann hat das Gedicht in seinem Liederzyklus Dichterliebe vertont. Die einfache Volksweise trug zur ungeheuren Popularität bei, die durch Schumanns Vertonung noch gesteigert wurde. Eine weniger bekannte Vertonung stammt von Robert Franz (Op. 25, no. 5). Früh wurde das Lied satirisch nachgeahmt. Der Komponist Richard Wagner verfasste 1840/1841 anlässlich seines Misserfolgs in Paris eine Parodie.
Im wunderschönen Monat Mai

kroch Richard Wagner aus dem Ei,

ihm wünschen, die zumeist ihn lieben,

er wäre besser drin geblieben.

Das Lied Wenn’s draußen grün wird von Manfred Krug baut den Inhalt des Gedichts weiter aus und zitiert auch daraus:
Im wunderschönen Monat Mai

Als alle Knospen sprangen

Da ist nicht nur in Heines Herz

Liebe aufgegangen

### Textausgaben
- Heinrich Heine: Buch der Lieder. Hoffmann und Campe, Hamburg 1827, S. 112.